# Nery Veloso
Nery Alexis Veloso Espinoza mais conhecido como Nery Veloso (Los Ángeles, 1 de março de 1987) é um futebolista chileno que joga atualmente pela Club Deportivo Huachipato.

## Carreira

### Huachipato
Na sua primeira partida pelo Huachipato na Libertadores contra o Grêmio venceu o jogo por 2 a 1 fora de casa. Na segunda partida perdeu para o Caracas da Venezuela por 3 a 1 dentro de casa. Teve uma boa atuação contra o Fluminense na partida jogada no Chile em que sua equipe perdeu de virada por 2 a 1.Fez novamente grandes defesas no jogo pela Libertadores contra o Fluminense em um empate por 1 a 1 no Engenhão no dia 6 de março de 2013.

## Títulos

### Prêmios Individuais
- Melhor Goleiro do Campeonato Chileno: 2008